# وولکوویچ
وولکوویچ (به بلغاری: Vulkovich) یک منطقهٔ مسکونی در بلغارستان است که در شهرستان ژبل واقع شده‌است.